# 荒くれ男
荒くれ男（あらくれおとこ、en:Stampede)は、1949年に公開されたアメリカ合衆国の西部劇映画。
監督はレスリー・セランダー。出演ロッド・キャメロン、ゲイル・ストーム、ジョニー・マック・ブラウン、ドン・キャッスル。